# Sidra de Asturias
Sidra de Asturias es una sidra con Denominación de Origen Protegida (DOP) reconocida como tal en 2003 por la Unión Europea que se elabora en Asturias, España. Se produce de manera regular desde épocas prerromanas y se la considera parte esencial de la cultura y gastronomía asturiana, constituyendo un atractivo turístico que es explotado en toda la región. 
Situada en el noroccidente de España, Asturias cuenta con una extensión de pumaradas (cultivos de manzana) de 971 hectáreas registradas y 382 cosecheros.En 2023, tan sólo en esta comunidad autónoma, se comercializaron, bajo la marca europea de calidad DOP Sidra de Asturias, 4.363.400 botellas de sidra natural y sidra natural espumosa.
Desde el 4 de diciembre de 2024, la sidra asturiana y su cultura, son patrimonio cultural inmaterial de la Humanidad.

## Definición
La Sidra de Asturias DOP hace referencia a la sidra natural obtenida de la fermentación por procesos tradicionales del mosto de manzana asturiana, al cual no se le agregan azúcares y cuya producción de gas carbónico es endógena, nunca añadida con posterioridad, y con una graduación alcohólica mayor al 5%. Además, la Sidra de Asturias tradicional debe cumplir con las condiciones establecidas en su pliego de condiciones como: acidez volátil menor a 2.0 g/l ácido acético, dióxido de azufre menor de 150 mg/l, una sobrepresión mayor de 0.5 atm y un grado alcohólico superior a 5% v/v.

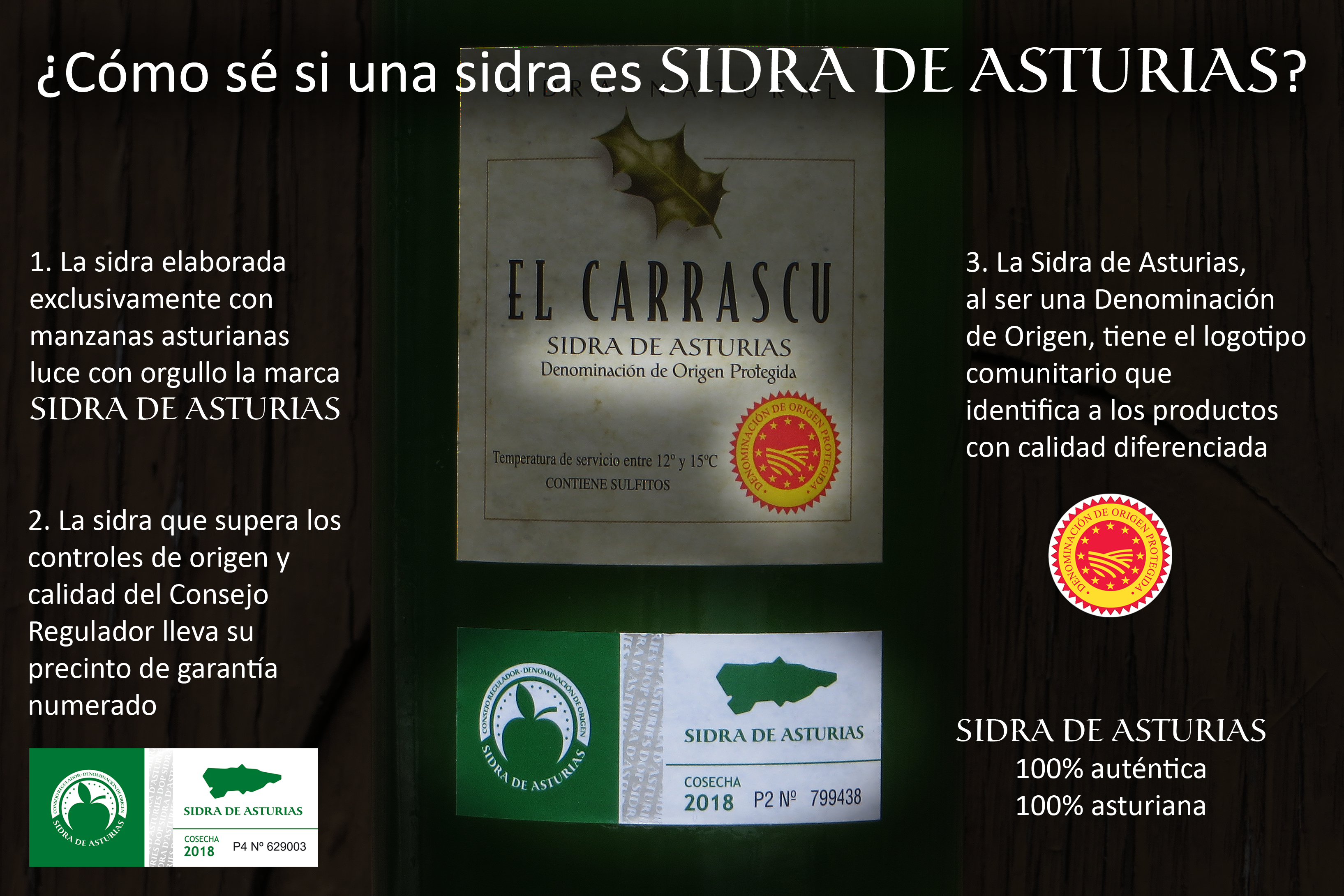

La Sidra de Asturias DOP se diferencia de otras sidras naturales mediante tres elementos en su etiquetado: La marca protegida SIDRA DE ASTURIAS, la precinta de garantía numerada expedida por el Consejo Regulador y el logotipo europeo de los productos de calidad diferenciada.  

## Historia

### Historia temprana y medieval
Aunque la datación de una fecha exacta desde cuando se consume sidra en Asturias representa grandes dificultades es posible asegurar que esta tradición data de fechas anteriores a la conquista romana. El historiador griego Estrabón afirmaba que la sidra era la bebida típica de la región habitada entonces por lo astures, quienes tenían escasez de vino y cebada (zytho etiam utuntur, vini parum habent). Estrabón menciona en su Geografía que los astures bebían zytho, lo que actualmente se entiende como una referencia a la sidra natural, aseveración que se ve respalda cuando Plinio el Viejo, en su Naturalis Historia, menciona la producción de bebidas de peras y manzanas; y la ausencia de cereales, con los que se producen otras bebidas fermentadas como la cerveza, en la Asturias por aquella época, bebida que además no es mencionada en ninguna documentación altomedieval en Asturias. Hay referencias a pomares, extensiones de cultivo de manzanos, en la región que han llegado a modo de actas o testamentos. La referencia más antigua data del 781 d. C. con el acta de fundación de la ciudad de Oviedo y el monasterio de San Vicente donde se nombran varios pomares. La palabra sidra aparece explícitamente en el documento fundacional del Monasterio de Santa María la Real de Obona (Tineo) donde se destaca que la bebida se le suministraba a los trabajadores de la construcción del cenobio: «en el día que fueren llamados a prestar servicio, tengan ración de comida y bebida, a saber: libra y cuarta de pan de mijo o de otro y porción de habas o de otro comestible, y sidra pudiendo ser». En el 783, el testamento conocido como Ego Fakilo narra la donación de una quinta parte de su hacienda por parte de una mujer llamada Fakilo, incluyendo los pomares, al monasterio de Santa María de Lliberdón en Colunga. En el 905 se registra una compra por parte de Bonello y Argalla de las heredades de Nonnina en la parroquia de Pando, quien recibe como parte de la transacción sidra.
La explotación agrícola de la manzana era una fuente importante de riqueza. Así queda constatado, además de las referencias anteriores, en el Fuero de Avilés de 1115 donde se registra por primera vez en Asturias directamente la sidra en un documento bajo la forma sicere, que evolucionaría luego a sizra y finalmente a sidra. Así mismo, también hay menciones a la sidra en la Carta-Puebla de Oviedo, donde se permitía a los ovetenses comerciar con la sidra de manera libre, y en textos de reina consorte de Navarra y reina sublevada de Asturias, Urraca la Asturiana, donde ordena distribuir abundante sidra a los canónigos del monasterio de San Pelayo. En 1280 se constata otra mención en el testamento de Anas Petrus (o Arias Petrus) donde se pide que "se dé por su alma 20 soldadas de pan y sidra. Si con pan y vino se anda el camino, con pan y sidra se alcanza la gloria". En 1477 se registra un contrato en Luarca, con fecha del 4 de marzo, entre una tripulación del nao Virxen Branca y un mayoral en el que ya se muestra que la sidra era un bien comercial habitual:

Otrosí el dicho maestre Domingo Rochel leva mantenimiento de pan e de sal e de sidra e de vianda, e de la dicha sidra e vianda ha de pagarla la companna del rescate de la pesquería, e del dicho pan e la dicha sal son de pagar de la metad de la nao.
Contrato entre los tripulación y el mayoral de la Virxen Branca

Los textos jurídicos o legales continuaron siendo el principal registro histórico de la sidra en la región durante los siguientes siglos, existiendo abundantes registros que demuestran el arraigo de la sidra en la región al ser documentadas en compra-ventas, heredades, testamentos, donaciones post mortem, ofrendas, pago en especie, etc. Ejemplo de lo anterior son los primeros acuerdos provenientes del Ayuntamiento de Oviedo del siglo XVI, que además de mostrar una naciente preocupación por la regulación del consumo de la bebida en la ciudad la fijación de precios, también es el primer registro que se tiene del uso de la palabra pipa como término usado para los toneles en donde se almacenaba la bebida, y que aún hoy es una voz común tanto en el castellano usado en la región como en la propia lengua asturiana:

Mandaron sus merçedes que se pregone que ninguna persona en esta çibdad e sus arrabales venda sydra a más preçio de quatro maravedís por açunbre, so pena de seysçientos maravedís e más de perder la pipa de sydra.
Ayuntamiento de Oviedo

Durante estos tiempos al no existir una moneda única con la que negociar las transacciones se realizaban en especies agrícolas propias de una economía natural, además del intercambio de objetos, y en el que el pan y la sidra aparecen constantemente en los diplomas como objetos de valor para realizar o recibir pagos. Siendo así claro que ambos elementos (pan y sidra) hacían parte de la base de la alimentación de la región en aquellas épocas

### Durante la ilustración
En los siglos XVII y XVIII la difusión de la sidra en la región era ya bastante importante. El cultivo de pomares se vio favorecido por una alza en los precios de la sidra y una mejora en los métodos de cultivo. Ya en Villaviciosa se producían 6000 pipas de sidra, y la producción también era importante en lugares como Colunga y Nava principalmente pero también en Noreña, Siero, Sariego y Piloña. En su obra Antigüedades y cosas memorables de Asturias de 1695, el historiador Luis Alfonso de Carvallo cuenta que "la manzana es tanta que no la pudiendo gastar hacen de ella una bebida que llaman sidra, que, entre la gente del campo excusa el vino". En 1784 ya se exportaba sidra desde Gijón según cuenta Gregorio Menéndez Valdés en su obra Gixa Moderna donde constata el envío de la bebida tradicional asturiana a "las Andalucías" y a las Indias. Bruno Fernández Cepeda, párroco de La Villa (Espinaredo), en su obra Bayura d'Asturies (Riqueza de Asturias), considerada por Xuan Xosé Sánchez Vicente como el gran canto de Asturias, menciona la gran producción de manzanas y la sidra que con ellas se produce:

¡Qué sidre d'elles se fai!

¡Qué savrosa, qué dorada!

¡Y como el cuerpu calienta!

¡Como refocila l'alma!

El que emburrio dos pucheres

quedose com'una pascua,

falatible y gayasperu,

sin sede n'una semana.

Y non piense: qu'ella sola

enriquez al que la faga,

da don al que non lu tien

y horros y cases levanta.
Bruno Fernández Cepeda

Una fuente externa a la región es el registro que realizó el inglés Joseph Townsend durante su viaje por España, quien habiendo recorrido Asturias entre el 3 de agosto y el 3 de octubre del año 1786, escribe en su obra A journey through Spain in the years 1786 and 1787; with particular attention to the agriculture, manufactures, commerce, population, taxes, and revenue of that country sobre la superioridad de la sidra inglesa tanto por los frutos que selecciona para hacer sidra como por las técnicas empleadas en su producción. La aseveración de Townsend es contraria a la afirmada por otros ilustrados como Gaspar Melchor de Jovellanos, para quien la calidad de la manzana asturiana era tal que como resultado se obtenía una "excelente sidra", o del eclesiástico y escritor José Antonio Caunedo y Cuenllas, párroco de la Iglesia de San Juan de Amandi, quien aseguraba que por su método y calidad las bebidas asturianas eran superiores a las sidras vascas e inglesas y que por ello la sidra de Villaviciosa era vendida también en Cantabria. El concejo maliayo empezaba a perfilarse por entonces ya como la comarca sidrera por excelencia.
La sidra y su producción jugó un importante rol en el proceso de la primera industrialización de Asturias. Por una parte permitió (junto al maíz) una acumulación de capital y un aumento de las ganancias de los productores, quienes así hacían frente a las altas rentas de las caserías, siendo esto último una de las razones históricas del atraso secular del campo asturiano; y por otra la producción de sidra en Asturias promovió toda una serie de actividades en sectores afines como la carpintería, talladores, transformadores de lino, recueros, herreros, toneleros, etc, que luego serían aprovechados y reconvertidos durante la primera etapa de la industrialización en la región. Especialmente llama la atención el caso de la industria vidriera que surge específicamente en la región por la necesidad de embotellar la sidra.

### Industrialización y «Molde hierro»
Con la llegada de la industria al país la producción de sidra aumentó y se hicieron más populares las espichas o encuentros y fiestas que se realizan abriendo una nueva pipa de sidra. La espicha que en un inicio significaba un pedazo de madera que se usaba a modo de tapón en los toneles pasó entonces al inicio de la industrialización a transformarse en un evento en el que el propietario retornaba en sidra y algunos comestibles la ayuda comunitaria que sus vecinos prestaron para la elaboración de la sidra, y que poco a poco empezó a transformarse en todo un evento social mercantilizado que incluso llegó a publicitarse en la prensa escrita. Los productos a base de manzana empiezan a diversificarse con una mayor capacidad industrial produciendo ya no únicamente la tradicional sidra natural, sino también coñac, vinagre de sidra y sidra achampanada. Es con la industrialización que surge uno de los símbolos de la Sidra de Asturias, su característica botella color verde. En 1827 comienzan a producirse en el barrio gijonés de Nataoyo botellas exclusivamente orientadas a contener sidra. En 1844 la empresa «La Industria» empieza producir  un tipo de botella verde llamado «Molde de madera» que luego sería modernizado alrededor de 1880 en el conocido «Molde hierro» que se popularizaría junto con la sidra asturiana y recibió popularmente el nombre de «Botella de Xixón». El embotellado, que se sella con corcho, permitió una mejorar sustancial en la conservación de la sidra y sus característica organolépticas.

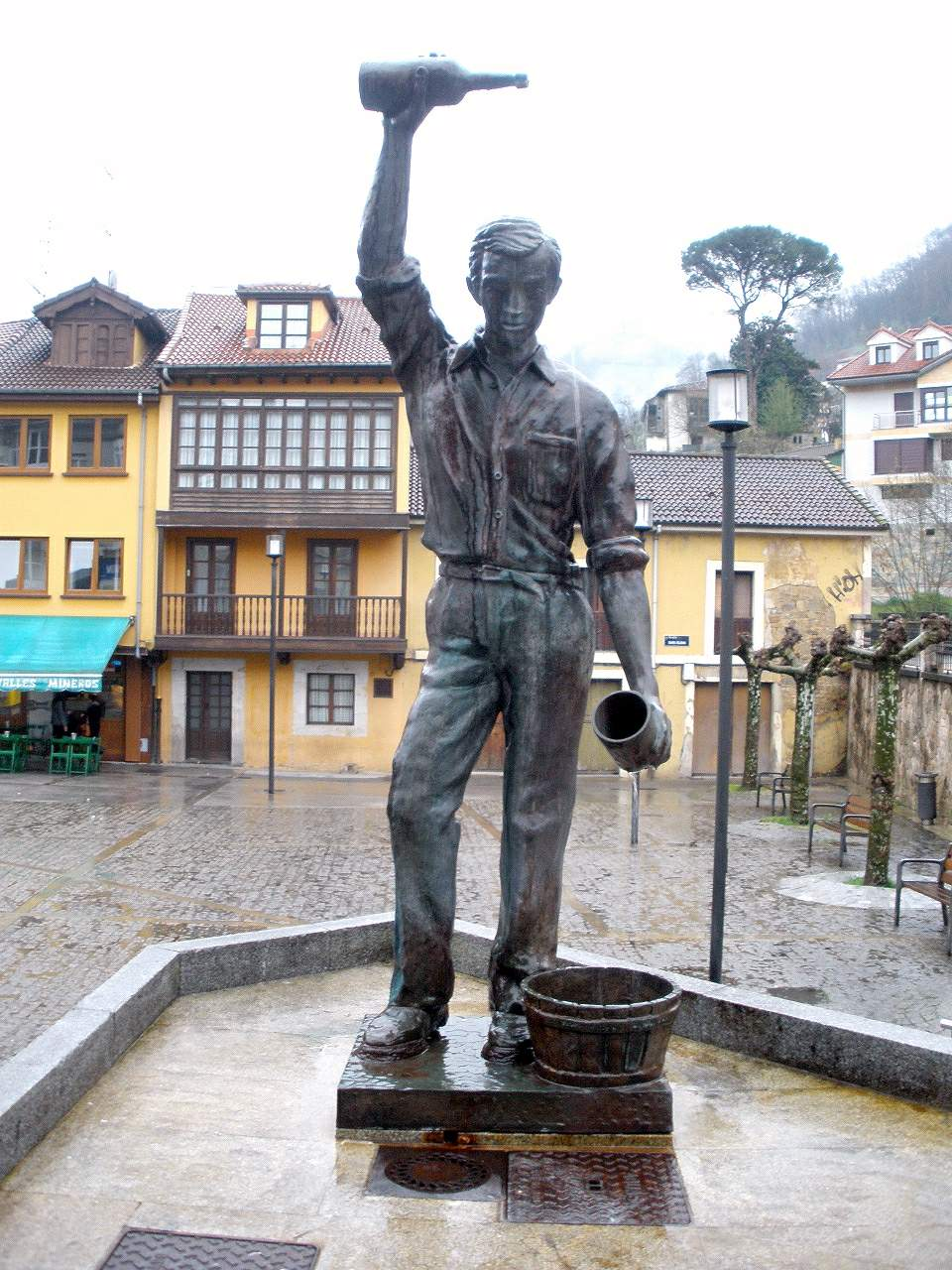
El escanciador de sidra de José Manuel Félix Magdalena.

Sería esta misma empresa la encargada de producir los vasos sidreros, que en un principio se conocían como «vasos de los franceses», y que poco a poco fueron adoptando la forma final con el que se los conoce hoy en día. Con los vasos se populariza la técnica del escanciado, que permite oxigenar la sidra (que únicamente cuenta con carbono endógeno) y resaltar sus cualidades, siendo este una técnica exclusiva de la sidra asturiana. La tradición del escanciado en Asturias figura en el libro Los pescadores del Norte y Noroeste de España: Su vida social y particular por provincias del primer contramaestre Benigno Rodríguez Santamaría:

El pescador, desde Llanes á Luarca bebe mucha sidra; pero pierde bastante, porque tienen la costumbre de echarla de la botella al vaso desde una altura de cerca de un metro, que representa el brazo derecho levantado y el izquierdo bajo, para, como dicen ellos, que salga batida; luego del contenido del vaso beben tan sólo la mitad, que llaman la flor, y el resto lo tiran al suelo con el pretexto de que si se vuelve á beber ya no tiene tan buen gusto, y si se bebe de una vez el contenido de dicho vaso se exponen á la crítica de los demás.
Benigno Rodríguez Santamaría

Los llagares caseros que abundaban por doquier en Asturias empezaron a trasladarse centrándose en las grandes empresas, quienes además habían aprovechado la inmigración asturiana a Hispanoamérica para llevar allí un nuevo mercado, al que alcanzaban con la sidra espumosa de reciente fabricación. Fue en el siglo XIX cuando la sidra pasa de ser consumida principalmente por los campesinos para ser consumida ampliamente entre la clase obrera, especialmente entre los mineros de las Cuencas Mineras, lo que despertaba suspicacias y polémicas en la época:

No es nuestra inspeccion examinar si el consumo de la sidra por las clases obreras las dispones ó no á la holganza y á la criminalidad, pero si á juzgar fuésemos por la estadística que hoy tenemos, se notaría que en el concejo de Villaviciosa, el principal donde se cosecha este licor, es el que menos ocupa á los tribunales: consideracion que, unida á la necesidad que hay de proporcionar alguna tregua á las fatigas del jornalero, apoyan la opinion del cultivo de este árbol.
Pascual Pastor, catedrático Universidad de Oviedo

La sidra ha sido considerada tradicionalmente como una bebida sana y poco embriagadora. En Asturias los médicos tendían a no repudiar la sidra tanto como otras bebidas con contenido alcohólico, aunque la opinión general siempre ha sido que su consumo conlleva varios beneficios como ser una bebida diurética o prevenir de problemas coronarios. Tales creencias fueron aprovechadas por el sector de la salud, llegándose a comercializar una sidra ferruginosa fabricada por la farmacia ovetense de García Braga. Solo se desaconsejaba el consumo a las mujeres en cinta, de las que se pensaba podían llegar a tener la leche cortada si bebían sidra, particularmente las ácidas.

### sigloXX

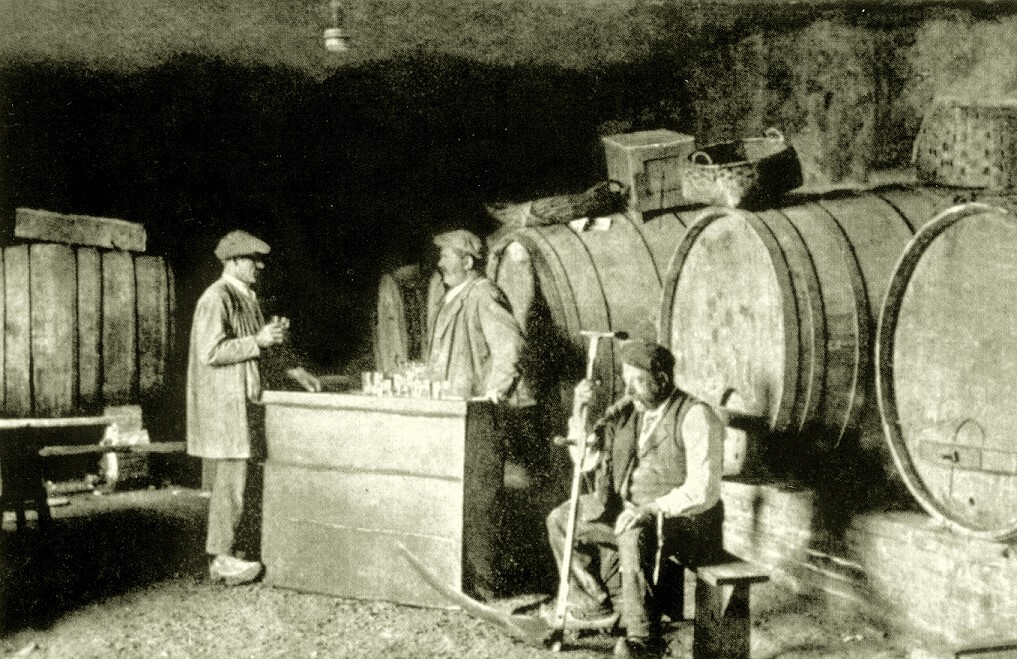
Llagar en Colunga (1916).

La estigmatización a la sidra que ya se evidenciaba anteriormente se profundizó en el siglo XX. Tanto sindicatos como patronales abominaban del chigre y la sidra. La literatura anarcosindicalista de la época culpaba a la sidra de distraer al proletario en su misión de ser sujeto de la revolución. Los ojos de la autoridad siempre estuvieron sobre la sidra en la región y es así que en 1908 en Oviedo ya se establecía que la sidra podía tomar como material fuente únicamente la manzana y para su conservación deberían evitarse recipientes metálicos; en 1911 en Villaviciosa se publica un texto de once recomendaciones sobre la higiene que debería seguirse para fabricar sidra de buena calidad.
En Asturias se tiene por costumbre el compartir un solo vaso entre todos los participantes de la tertulia, lo que fortalece los lazos de unión entre los mismos y muestra claramente el carácter social que tiene el consumo de sidra en la región. El ritual social demanda que cada tertuliano reserve una cantidad de sidra que arrojará por el lugar en el cual bebió para así limpiar el vaso y pasarlo a continuación. Este ritual social queda constatado por el médico José de Villalaín, escritor de varias Topografías médicas sobre la región y que en la correspondiente a Avilés escribe denunciando tal costumbre:

Para beber sidra hay el uso de utilizar un solo vaso para varios. Excusado es hablar de peligros de contagio, y excusado es también decir á los bebedores que use cada uno su copa, pues de hacerlo creerían rota la democrática hermandad que la sidra presta al corro de
bebedores. Tiene la sidra en el vaso algo de la pipa de la paz de los indios; pero una y otra son peligrosas, y es necesario luchar hasta convencer de ello á los testarudos bebedores.
José de Villalaín

### Durante el Franquismo
Tras la Guerra Civil el sector de la sidra pudo mantenerse en parte al raigaño del producto en la región y a coincidir con un tiempo en que muchas plantaciones recientes estuviera en un punto alto de rendimiento, además de ser en la práctica la única bebida accesible en la región durante los difíciles tiempos del conflicto. El sector hostelero se vería afectado en gran medida durante la posguerra y no se verían transformaciones en él hasta varias décadas luego de iniciada la dictadura. Las sidrerías se mostrarías resistentes a este hecho y se vería incrementado su número de mano al crecimiento poblacional asociado al desarrollo industrial, abriendo negocios donde la mujer acudiría con mayor frecuencia cada vez.
El chigre continuaría siendo un centro de actividad política, ahora clandestina, y se llegó a denegar la reapertura a propietarios con antecedentes políticos contrarios al régimen. Poco cambiarían los chigres en los primeros años de la posguerra donde aún se usaba ampliamente el aserrín en el suelo para el ritual del escanciado, el mobiliario era escaso al ser la costumbre estar de pie y el ambiente poco acogedor. No obstante, existía una fuerte impronta obrera con los chigres convirtiendo estos austeros espacios en lugares para compartir y para elucubrar estrategias de resistencia ante la realidad laboral y política de la época. Con la expansión de la ganadería y el práctico monocultivo lácteo, la llegada de nuevas bebidas exóticas y la llegada de nuevas formas de ocio se marcaría una crisis a finales de los años 60 y principios de los años 70 para la Sidra de Asturias al abandonarse las plantaciones de manzano que se convertían entonces en inversiones poco rentables por una nueva demanda de productos menos costosos en su fabricación o que no requirieran labores onerosas como el escanciado. La reestructuración social y la acelerada concentración empresarial de la época resultaría en la desaparición de numerosos llagares pequeños, incapaces de renovarse tecnológicamente para poder competir en el mercado. Pervivirá la Sidra de Asturias en estas difíciles condiciones de la mano de los migrantes procedentes de las cuencas mineras en declive, quienes tenían un fuerte vínculo con la sidra, y con los provenientes del campo que a la par de una mejora en los jornales encontraban más ofertas de ocio.
Durante el tardofranquismo los chigres eran lugares para las tertulias futboleras, aunque ya era frecuente hallar sociedades futboleras desde antes de la Guerra Civil, siendo varias peñas fundadas en estos lugares. Los chigreros se proveerían de televisores para ofrecer retransmisiones de partidos y estos espacios fueron los predilectos para el festejo de las victorias. Así, pese a la competencia de otras alternativas de ocio, los chigres pudieron mantenerse como centros de reunión al articular de manera satisfactoria cultura y ocio.
Los precios de la sidra fluctuarían ampliamente durante el franquismo. Si bien históricamente es algo que ya ocurría, durante la dictadura se incrementaría. Se registraron precios de 1.5 pesetas en la década inmediatamente posterior a la Guerra Civil, a 4.5 en 1957 o veinte pesetas en 1976. Esta inestabilidad provocó por una parte que las instituciones intentaran poner coto al precio, algo que ya se ha visto desde los primeros documentos en los que aparece la sidra, y que algunos posibles clientes empezaran a moverse hacia productos como el vino, un producto favorecido por la dictadura que protegía las zonas vinícolas de la meseta castellana. La lenta pero continua apertura del mercado del ocio influyó en las costumbres tabernarias de la región y en la demanda de sidra. Ejemplo de esto es el caso de la cerveza que en Asturias ya era conocida, pero que hasta entonces no había podido competir con el caldo asturiano. Hasta entonces la cerveza era de consumo casi exclusivo del periodo estival más profundo, y que encontraba un espacio jalonado por las publicidad.
A principios de la década de 1970 ya se constataba por el Sindicato de la Vid, Cervezas y Bebidas un descenso en el consumo de sidra de la región, que veía cerrar sidrerías y la constante apertura de modernas cafeterías impulsadas por las nuevas generaciones que se incorporaban masivamente a las nuevas tendencias globales alrededor de las gaseosas y las bebidas destiladas. La sidra se etiquetaba socialmente en esa época como un producto "rústico" que recordaba a las penurias de la posguerra.

No me recato en considerar que estamos en un momento crucial, en que el aumento demográfico español, el mayor poder adquisitivo de la misma, el rapidísimo cambio de costumbres, sobre todo en las que afectan al consumo de sidra natural, al disminuir los chigres y aumentar las cafeterías, y dada la enorme variación del gusto de las nuevas generaciones, impuesta por la masiva publicidad de determinados bebidas exóticas y nacionales ha hecho que el descenso de ventas de este tipo de sidras sea notorio.
Secretario del Sindicato Provincial de la Vid, Cervezas y Bebidas

Ya al final de la dictadura la producción de sidra en Asturias recibiría un nuevo empuje con el resurgir de los sentimientos regionalistas. y clamores por las autonomías, y por la asociación tradicional del consumo de la sidra como un símbolo cultural, de ocio y de sociabilidad que llevarían a todo el sistema de producción de sidra hacia una nueva edad dorada. Se redefiniría el concepto de chigre como un espacio cómodo e higiénico, y se haría tangible la identificación de la sidra con al esencia de la asturianía lo que provocaría un aumento en la demanda de la bebida y de su extensión a mercados donde su consumo había sido poco o que donde ya se había perdido, como la zona occidental de Asturias.

### Actualidad
Luego de la producción cárnica y láctea, la producción de sidra es la actividad agroindustrial más importante de Asturias con 948 hectáreas de pumaradas plantadas y 45 millones de litros de sidra producidos cada año. En la actualidad se producen tres tipos de Sidra de Asturias DOP: La Sidra Natural Tradicional, la Sidra Natural Nueva expresión (filtrada y estabilizada) y la Sidra Natural Espumosa (con ácido carbónico endógeno).
La pérdida de población en Asturias, que para 2033 se calcula en torno al 20%, representa uno de los grandes retos para la Sidra de Asturias, que verá de esta manera reducido su mercado natural, que es especialmente crítica al ser esta pérdida de población centrada principalmente en una franja de entre los 18 a los 35 años.
Durante la primavera se celebran numerosos festivales de la sidra, algunos de los cuales gozan de gran popularidad: Festival de la Sidra de Nava (desde 1969), Gijón, La Felguera (donde se celebra el certamen de escanciadores más antiguo de Asturias, desde los años 50), Sotrondio, Mieres, la Preba de la Sidra de la calle Gascona (Oviedo), etc. En verano es masivamente consumida en las romerías asturianas, especialmente en las más concurridas: El Carmín, San Timoteo, el Xiringüelu, Les Piragües.

## Denominación de Origen Protegido Sidra de Asturias

### Tipos de sidra
Los tres tipos de sidra que actualmente se producen con el sello DOP son los siguientes:
- Sidra Natural Tradicional: Bebida producida a partir del jugo de manzana fermentado de las variedades permitidas. No se filtra y requiere del ritual del escanciado. Sabor fresco y equilibrio en boca entre acidez, amargor y leve dulce.
- Sidra Natural Nueva Expresión: Bebida producida a partir del jugo de manzana fermentado de las variedades permitidas. Filtrada y estabilizada. Se sirve en copa.
- Sidra Natural Espumosa: Sidras naturales de segunda fermentación con carbono endógeno.

### Variedades de manzanas
En la actualidad se cosechan cada año cerca de 45000 toneladas de más de 2000 variedades de manzanas para sidra en Asturias. Tradicionalmente se usaron 22 variedades para la producción de Sidra de Asturias DOP, a las que en 2017 se agregaron otras cincuenta y cuatro. Actualmente 76 variedades son reconocidas para la elaboración de Sidra DOP:

- Amariega
- Antonona
- Arbeya
- Beldréu
- Blanquina
- Carrandona
- Carrió
- Celso
- Chata blanca
- Chata encarná
- Cladurina
- Cladurina amorgoáceda
- Clara
- Collaína
- Collaos
- Collorá amarga
- Colloraona
- Corchu
- Cristalina
- De la Riega
- Dura
- Durcollorá
- Durón d'Arroes
- Durón encarnao
- Durón de Tresali
- Ernestina
- Fresnosa
- Fuentes
- Lin
- Llimón montés
- Madiedo
- María Elena
- Mariñana
- Martina
- Meana
- Miyeres
- Montés de flor
- Montés de La Llamera
- Montoto
- Panquerina
- Paragües
- Peñarudes
- Perezosa
- Perico
- Peracabiella
- Perurrico
- Perurrico temprana
- Picón
- Prieta
- Raxao
- Raxarega
- Raxila áceda
- Raxila dulce
- Raxina rayada
- Raxina amarga
- Raxina amarga
- Raxina áceda
- Raxina dulce
- Raxina mariello
- Raxona áceda
- Raxona dulce
- Regona
- Reineta caravia
- Reineta encarná
- Reineta pinta
- Repinaldo caravia
- Repinaldo de Güesu
- Rosadona
- San Roqueña
- San Xustu
- Solariega
- Sucu
- Teórica
- Verdialona
- Verdosa
- Xosefa
- Xuanina

## Cultura sidrera

### Turismo
La sidra hace parte de los atractivos turísticos de la región. El turismo pudo contribuir a la imagen de estacionalidad que tiene el consumo de sidra. el consumo estival de sidra tiene un auge en la década de los sesenta motivado por la afluencia de turistas atraídos por el ritual del escanciado, especialmente en la franja costera.
En 2016 se realizaron las primeras Jornadas de Sidraturismo que junto a las subsiguientes iniciativas de años posteriores explotan turísticamente las plantaciones del manzano y su floración, los llagares tanto tradicionales como modernos como el entorno para ofrecer una experiencia única.

### La sidra en la música asturiana
La Tonada Asturiana ha constituido un elemento importante tradicionalmente del consumo de sidra, así como de los chigres incluso de los establecidos en Madrid por la nutrida colonia asturiana.

### La sidra en el arte asturiano

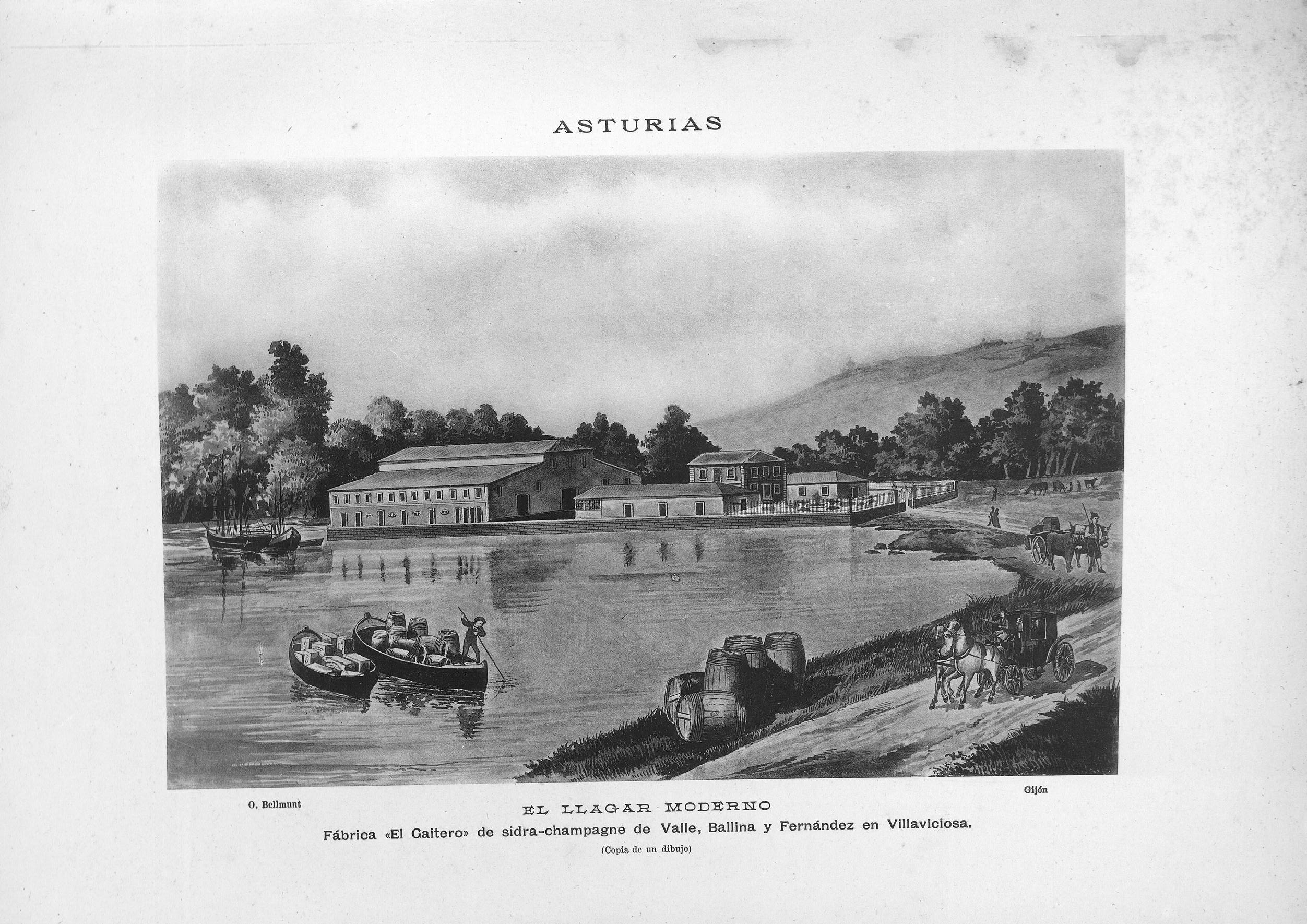
El llagar moderno de Octavio Bellmut (1900).

La sidra es un elemento característico de la cultura asturiana lo que se ve reflejado en el repertorio de obras, principalmente de carácter popular, en las que la bebida tiene protagonismo o está presente. Todo el proceso desde la fruta, a la que se le presta especial atención, su elaboración, venta distribución y consumo se encuentra presente en el arte asturiano que siempre ha estado dotado de un aire costumbrista. La manzana ha sido ampliamente incluida entre los artistas asturianos que practicaron el Bodegón como Julia Alcayde Montoya (Bodegón, 1897; El puesto de mi calle,1899), Telesforo Cuevas (Bodegón de Llastres, 1897), Nicolás Soria (El Bodegón del Conejo, 1917), Nicanor Piñole (Niño estudiando, 1910), Rubén Darío Velásquez (Comensales, 1976), Eduardo Úrculo y Antonio Suárez con abundantes ejemplos, Inocencio Urbina Villanueva (Manzanes vieyes, 1982), María Galán y sus cuarenta y cuatro acuarelas sobre las variedades de manzana asturiana (1938), y pintores como Luis Bayón, Gonzalo Espolita, Marixa, García-Carrio, Joaquín Rubio Camín, José Purón Sotres, Concha Mori, Jaime Herrero, Faustino Goico-Aguirre, Manuel Linares, Celso Granda, Carlos Sierra, Bernardo Sanjurjo, Juan Evangelista Canellada, Paulino Vicente y Miguel Ángel Lombardía.
La manzana fuera del concepto de bodegón en contextos más amplios como ventas, mercados, romerías o demás, fue representada por artistas como Mariano Moré Cors (Mercado de Quirós, 1899), Evaristo Valle (Vendiendo manzanas, 1912; El mercado; Adán y Eva, 1930-42), Izarra (La aldeana payariega), Aurelio Suárez (Adán y Eva en el Paraíso), Eduardo Urculo (Manzana y desnudos), Javier Díaz Roiz (Acrílico, 1986), Santos Balmori (Desnudo, 1931; Tres mujeres y una manzana, 1986) o Nicanor Piñole (Primavera, 1924).

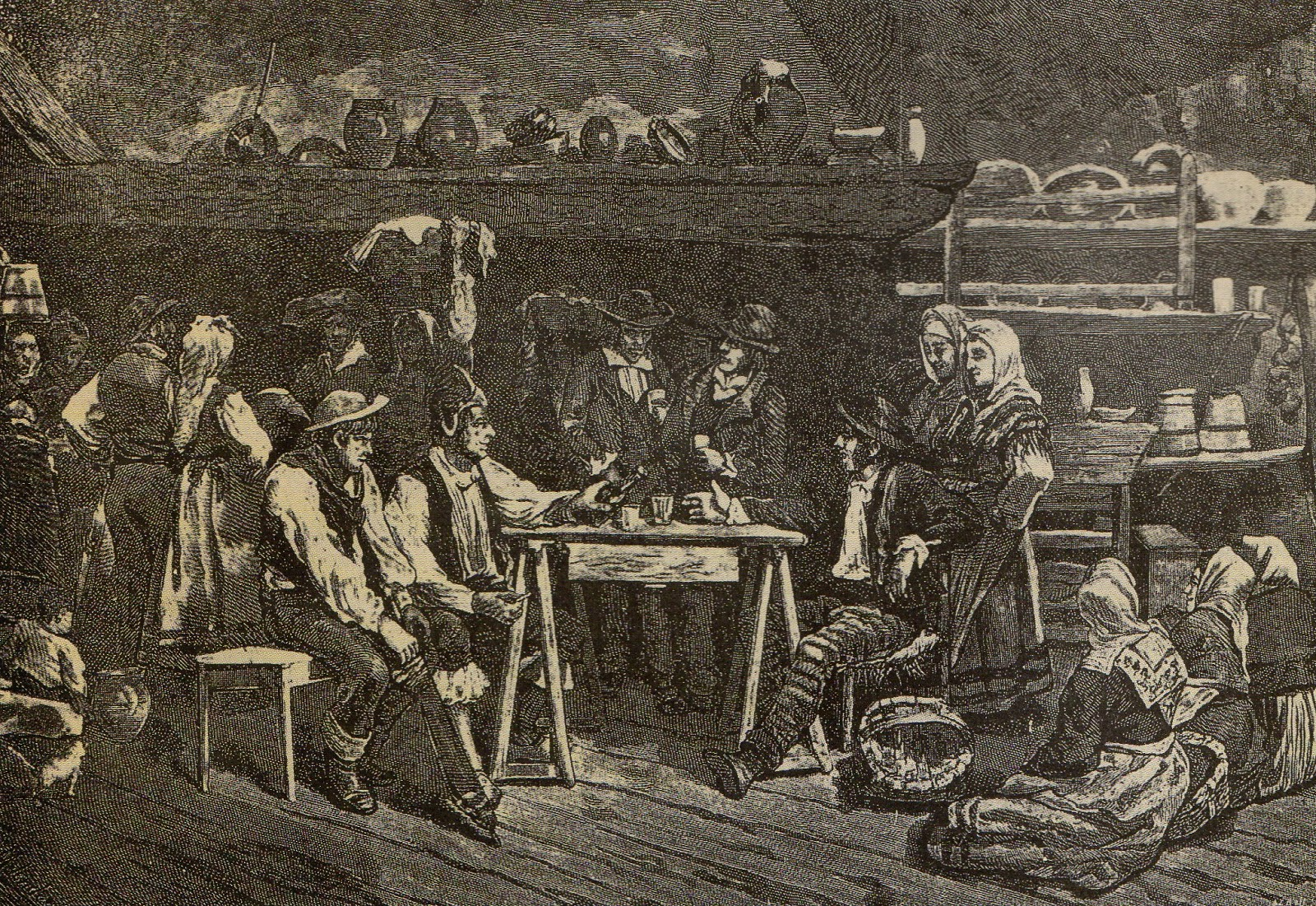
Los bebedores de sidra (1856)

En cuanto a la manzana dentro del proceso de elaboración de la sidra se encuentra Nicanor Piñole con el considerado cuadro más importante del expresionismo español (Recogiendo la manzana, 1922) y José Uría (Recogida de manzanas). El llagar, lugar donde se elabora y almacena la manzana, ha sido objeto de inspiración para artistas como Mariano Moré Cors (Haciendo sidra), Evaristo Valle (A la puerta del llagar, 1942), Manuel Medina Díaz (La tonada) o Celso Granda (Lagar con autorretrato, 1973); el chigre por su parte también cuenta con su protagonismo con autores como Alfredo Truán Álvarez (El último culín, 1925), Manuel Medina (La toná), Mariano Moré Cors (La espicha), D. G. Menéndez (Los bebedores de sidra, 1856), J. Worms (Escena en una taberna o chigre del siglo XIX) o Evaristo Valle (Interior de chigre, 1905; Bebedor, 1907; La merienda, Demetrio, el Guapo, en la taberna, 1949).
La festividad alrededor del consumo de la sidra en Asturias fue registrada por autores como Ignacio de León y Escosura (Una fiesta en el campo), A. Rodríguez Tejero (Vista de Las Caldas, 1879), Evaristo Valle (El indiano y su familia en la romería, 1917; Romería, 1919) Nicanor Piñole (En el puesto, 1922; La romería, 1925; Danza prima, 1932), Celso Granda (Romería: La Flor), Nicolás de Soria (Al Carmen, 1929, La sidra, 1906), Mariano Moré Cors (Romería de la Flor). En este tipo de obras era muy común encontrar el ritual del escanciado.

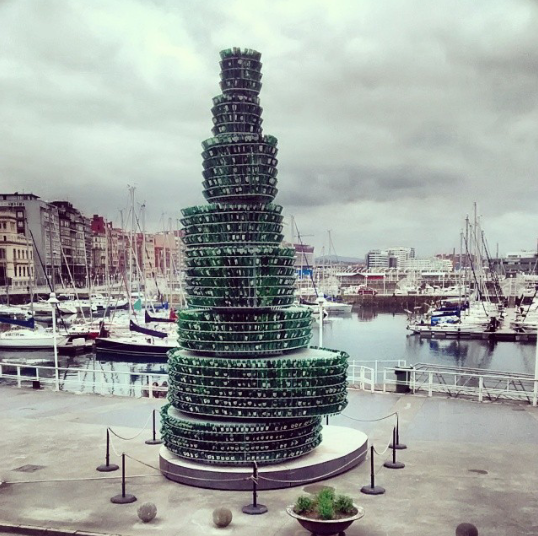
Árbol de la Sidra.

Las piezas gráficas que han aparecido en los medios asturianos son prácticamente incontables. Al industrializarse la elaboración de la sidra esta empieza a tener una mayor presencia a través de la propaganda desde el siglo XIX mediante el grabado y el dibujo. Dentro de este grupo cabe destacar las obras Fábrica de chocolates, sierras mecánicas, tahona y elaboración de sidra de Tomas Zarrazina que aparece en la Guía Ilustrada de Gijón de 1884 o El llagar moderno de Óscar Bellmunt que aparece en la obra Asturias de 1900. Raúl Suárez Vallina, más conocido como Falo, también le dedicó una viñeta al ritual asturiano con Escanciador.
La sidra también ha estado presente en obras escultóricas de autores como José Manuel Félix Magdalena (El escanciador de sidra, Mieres 1988) o en manifestaciones de empresas como EMULSA con El Árbol de la Sidra.
En la literatura hay mención de espichas en obras como La aldea perdida de Palacio Valdés (1903), Sonatina gijonesa de José Fernández Barcia, La Carmona de Alfonso Camín (1925).

### Palabrero en lengua asturiana

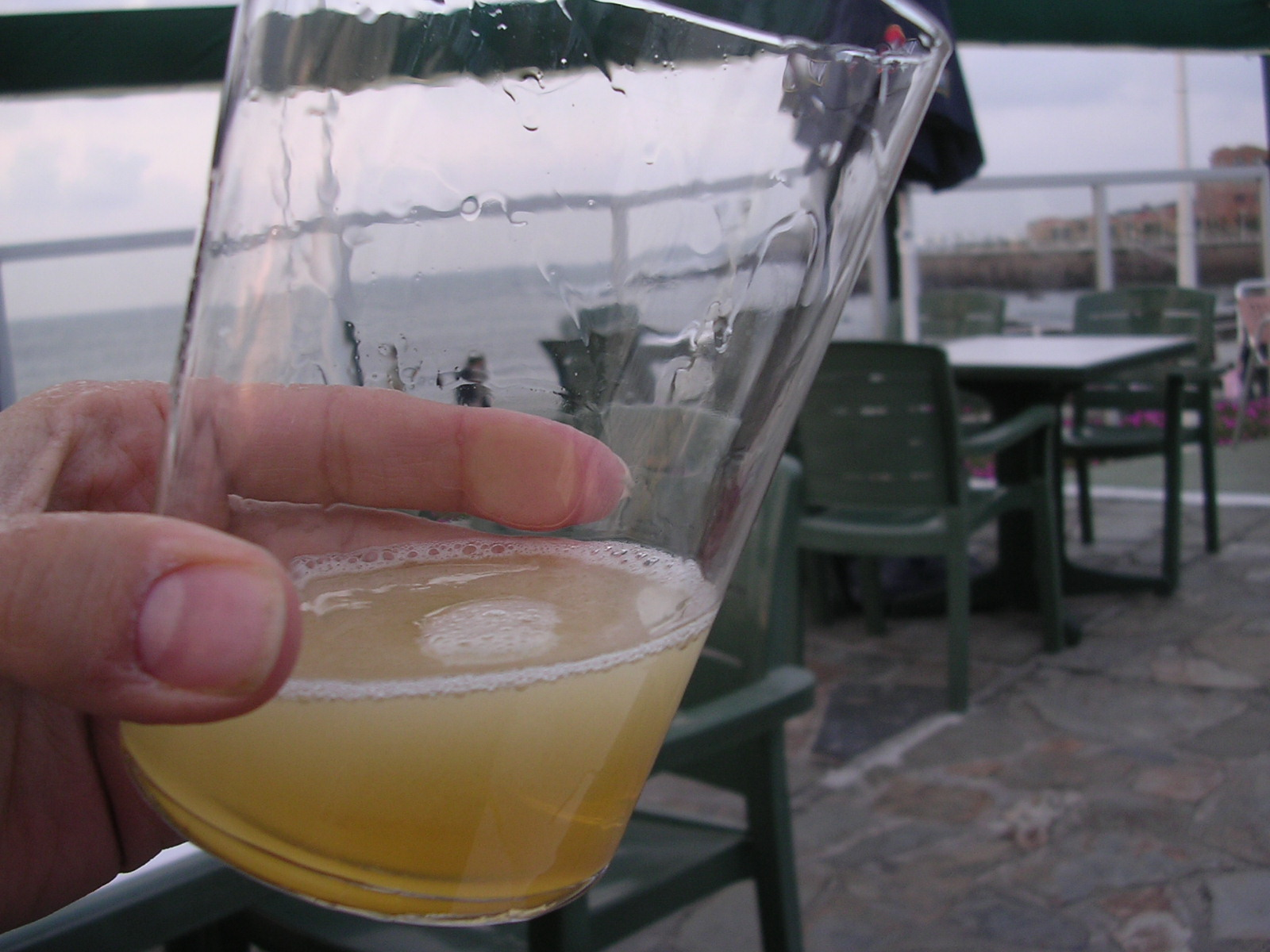
Culín de sidra.

- Espicha: Tapón con el que se cierran los toneles de sidra en fermentación. Actualmente su significado más común es el de fiesta o reunión cuando se abre un tonel por vez primera
- Pipa (plural pipes): Tonel donde se almacena la sidra
- Llagar: Maquinaria con la que se prensa la manzana para producir el mosto. Por extensión, el edificio donde se realiza este proceso.
- Sidra del Duernu o Sidra duce: mosto recién prensado
- Culín (plural culinos) o Culete: Cantidad de sidra que se escancia en un vaso para beber de una sola vez.
- Mayu: Martillo de madera con el que se macera la manzana antes de trasladarla al Llagar.
- Mayar: Acción y efecto de macerar la manzana con el mayu.
- Pañar: Quitar las manzanas del pomar recolectándolas y recogiéndolas del suelo luego de hacerla caer.
- Llimar: Provocar la caída de la fruta madura usando una vara o llima para pañarla.
- Pumarada: Cultivo de manzanos o pomares.
- Magaya: Masa de pulpa de manzana luego de mayarla
- Duernu: Recipiente donde cae el zumo de manzana mientras se prensa
- Chigre: Artefacto para descorchar. Por extensión, el lugar donde se bebe sidra.

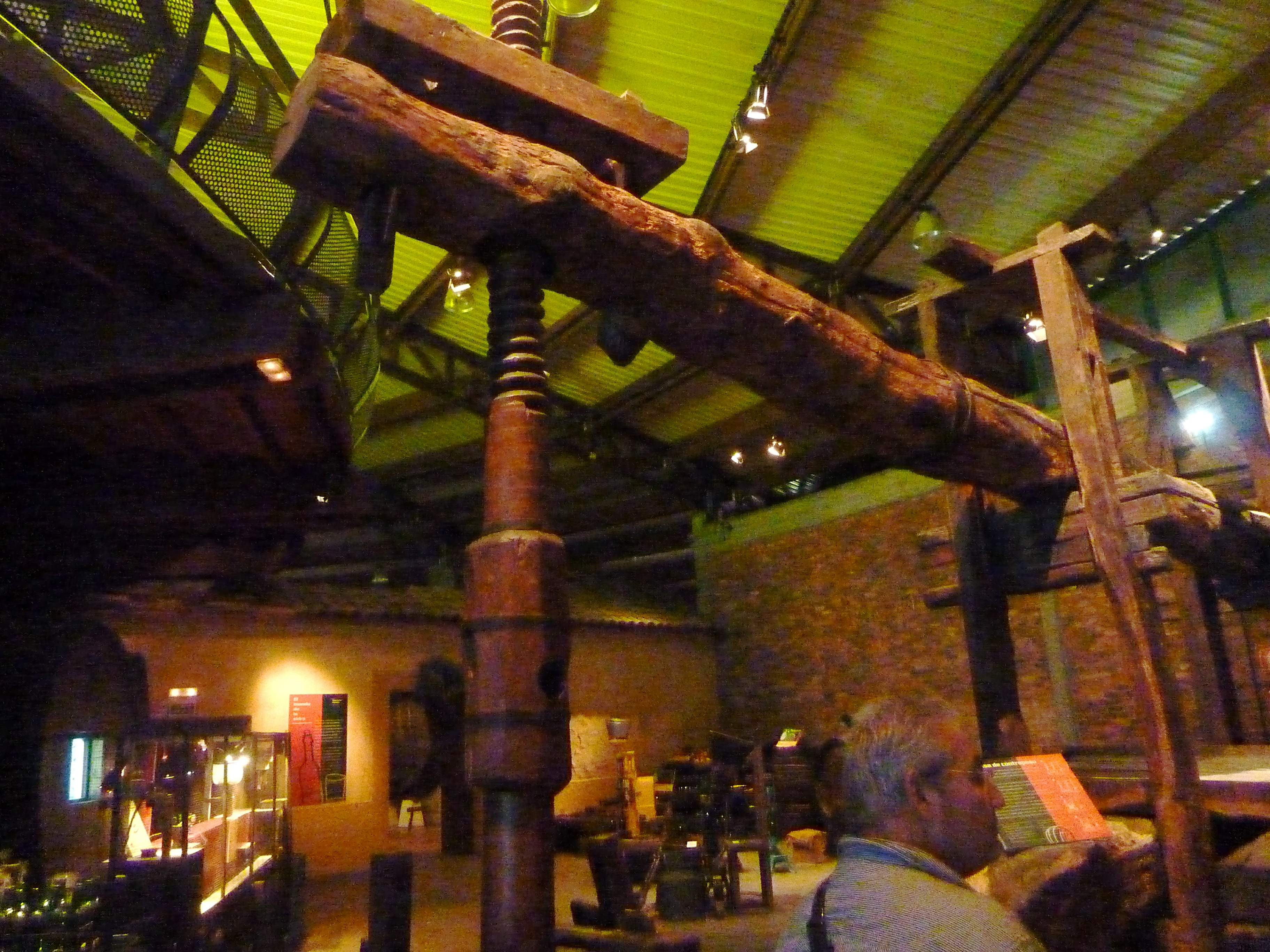
Llagar tradicional en el Museo de la Sidra

### Museo de la Sidra
La Sidra de Asturias cuenta con un museo dedicado a la cultura sidrera de la región y al proceso de producción de la misma en el concejo de Nava. El Museo de la Sidra de Asturias fue inaugurado en 1996 muestra el proceso de la sidra desde el manzano, pasado por el llagar típico hasta el chigre.
Otro museo que cuenta con un llagar típico y una muestra popular de la sidra en la región es el Museo del Pueblo de Asturias en Gijón.

## Patrimonio Cultural Inmaterial de la Humanidad
Por su particularidad y seña de identidad asturiana, el 11 de julio de 2014 la cultura sidrera asturiana fue declarada Bien de Interés Cultural por la Dirección Nacional de Patrimonio Cultura en un proceso que inició en 2011. La Cultura Sidrera de Asturias busca ser catalogada como Patrimonio Inmaterial de la Humanidad. Luego de varios años y consultas, en agosto de 2018 se crea oficialmente un comité para la candidatura de la propuesta antes la Unesco compuesto por una presidencia colegiada formada por los directores generales de Patrimonio Cultural y el de Desarrollo Rural y Agroalimentación, junto al responsable del Consejo Regulador de la Denominación de Origen Sidra de Asturias. Además de la presidencia colegiado forman parte del comité de diez vocales del sector productivo de la sidra.
El 18 de julio de 2019 el Principado de Asturias remite al Ministerio de Cultura de España la documentación para convertir en candidato oficial a la cultura sidrera de Asturias.
El 26 de octubre de 2022, la cultura sidrera asturiana es ratificada como candidata española a Patrimonio Mundial Inmaterial de la Unesco.
El 4 de diciembre de 2024, la cultura sidrera asturiana fue inscrita en el registro del patrimonio cultural inmaterial de la Humanidad.